# ريان كابريرا
ريان كابريرا (بالإنجليزية: Ryan Cabrera)‏، هو مغني ومقدم برامج على محطة إم تي في الأميركية الشهيرة. ولد عام 18-7-1982م في ميدنة دالاس في ولاية تكساس الأمريكية. كسب كابريرا شهرته عن طريق مواعدة المغنية المشهورة آشلي سيمبسون والظهور في البرنامج الواقعي الخاص بعائلتها على التلفزيون الأمريكي.
يشتهر كابريرا بغناء البوب والروك والأكوستيك
يقوم حالياً كابريرا بالإعداد لفيلمه المقبل «السنة الأكثر اثارة في حياتي» الذي سيطلق قريباً

## وصلات خارجية
- ريان كابريرا على موقع IMDb (الإنجليزية)
- ريان كابريرا على موقع ميوزك برينز (الإنجليزية)
- ريان كابريرا على موقع إن إن دي بي (الإنجليزية)
- ريان كابريرا على موقع ديسكوغز (الإنجليزية)
- ريان كابريرا على موقع قاعدة بيانات الفيلم (الإنجليزية)

الموقع الرسمي